# حاجز نتساريم
حاجز نتساريم أو الطريق 749 هو حاجز سابق أنشأه سلاح المهندسين التابع للجيش الإسرائيلي لتسهيل وصوله إلى أهدافه العسكرية بحيث يقسم قطاع غزة إلى قسمين شمالي وجنوبي. سمي بنتساريم نسبة إلى المستوطنة الإسرائيلية التي كانت في هذا الموقع.
انسحب جزء من القوات الإسرائيلية من الحاجز في 27 يناير ثم سحبت كل القوات في 9 فبراير بموجب هدنة 2025 ومن وقتها يعبره العديد من أهل غزة للعودة إلى منازلهم في الشمال. لكن عادت لتحتل المحور في 19 مارس.

## الوصف
يمتد حاجز نتساريم من الحدود الإسرائيلية مع غزة إلى البحر الأبيض المتوسط عبر قطاع غزة ويقسم أراضي القطاع بحيث يفصل 14 كيلومترا من مدينة غزة الواقعة شمال القطاع عن 27 كيلومترا من الأراضي الواقعة وسط وجنوب القطاع. يبلغ طول الحاجز قرابة 6.5 كيلومترًا، أي ما يعادل نحو 4 أميال، ويتقاطع مع شارع صلاح الدين، أحد الطريقين الرئيسيين الواصلين بين شمال وجنوب غزة، لإنشاء تقاطع مركزي استراتيجي يتصل بطريق الرشيد الذي يمتد على طول ساحل غزة.

## التاريخ
تعود تسمية الحاجز إلى مستوطنة نتساريم التي أقيمت عام 1977 على بعد 5 كيلومترات من مدينة غزة، والتي استخدمت القوات الإسرائيلية أراضيها بعد ذلك لإنشاء طريق استراتيجي شرقي غربي يمر عبر قطاع غزة يسهل من خلاله الهجمات والاجتياحات والاقتحامات على القطاع وتوصيل الدعم للقوات الإسرائيلية المتواجدة داخل مناطق القطاع، أنشئ الحاجز سابقًا خلال تواجد الاحتلال الإسرائيلي داخل قطاع غزة وهدمته إسرائيل قبل انسحابها من قطاع غزة عام 2005.
أنشأت إسرائيل نحو 2 كيلومترا (1.2 ميل) من الحاجز قبل الاجتياح الإسرائيلي لغزة على خلفية عملية طوفان الأقصى في 2023، ولكن في 6 مارس (آذار) 2024، أظهرت الصور الملتقطة باستخدام الأقمار الصناعية أن الممر الذي يبلغ طوله 4 أميال قد اكتمل وأصبح يقسم القطاع بشكل أساسي إلى مناطق شمالية ومناطق جنوبية، أي أن قوات سلاح الهندسة بالجيش الإسرائيلي تمكنت من إنشاء الحاجز خلال أشهر معدودة. بعد الانتهاء من إنشاء الحاجز، قام الجيش الإسرائيلي بإصلاح الأجزاء التي دمرتها المركبات المدرعة ودعمها بثلاث مسارات تسمح بمرور أنواع مختلفة من المركبات العسكرية بحيث يسمح المسار الأول بمرور الدبابات الثقيلة والمدرعات، بينما يسمح المسار الثاني بمرور المركبات الخفيفة، ويسمح المسار الثالث بالحركة السريعة.

## الخسائر
وفقًا لتقديرات الجانب الفلسطيني فقد قامت القوات الإسرائيلية بتخريب نحو 11 كيلومترا مربعا من المساحة الإجمالية لأراضي قطاع غزة، والبالغة 365 كيلومترا لغرض إنشاء حاجز نتساريم. كانت هذه المساحة المُدمرة تتضمن أراض زراعية ومبان سكنية بمساحة إجمالية تبلغ قرابة 4.32 كيلومتر مربع سوتها الجرافات الإسرائيلية بالأرض لإكمال إنشاء الحاجز.

## التأثير
فرضت إسرائيل وجودها الدائم بقطاع غزة من خلال حاجز نتساريم الذي يشق أراضي القطاع ويمكنها من إحكام سيطرتها على حركة الفلسطينيين بين شمال وجنوب القطاع.